# Cheap Thrills
Pour les articles homonymes, voir Cheap Thrills (homonymie).
Albums par Big Brother and the Holding Company
Big Brother and the Holding Company
(1967) Be a Brother (it)
(1970)
Albums par Janis Joplin
Big Brother and the Holding Company
(1967) I Got Dem Ol' Kozmic Blues Again Mama!
(1969)
Singles
1. Piece of My Heart
Sortie : 1968

Cheap Thrills est le deuxième album de Big Brother and the Holding Company, et le dernier du groupe avec Janis Joplin comme chanteuse. Il est sorti le 12 août 1968 sur le label CBS Records en Europe et Columbia Records en Amérique du Nord et a été produit par John Simon. 

## Historique
Le titre de l'album était à l'origine Dope, Sex and Cheap Thrills mais la maison de disques du groupe refusa et seuls les deux derniers mots du titre furent conservés. En anglais, « Cheap Thrills » se traduit mot à mot par « Frissons bon marché », ce qui signifie en français Plaisirs faciles.
Ce disque s'est bien vendu lors de sa sortie : il s'est classé 1er au Billboard 200 pendant huit semaines, et restera classé pendant 66 semaines.
Piece of My Heart sera le seul single extrait, mais c'est Summertime qui deviendra l'interprétation la plus célèbre de Janis. La chanson Ball and Chain qui conclut l'album fut enregistrée en public au Fillmore Auditorium de San Francisco.  
Sa pochette, dessinée par le dessinateur de Comics underground, Robert Crumb, reste une des plus célèbres de cette période.

## Distinctions
Le magazine américain Rolling Stone place Cheap Thrills  en 338e position de son classement des 500 plus grands albums de tous les temps en 2003. Dans la liste actualisée en 2020, il occupe la 372e place. Il est cité dans l'ouvrage de référence de Robert Dimery Les 1001 albums qu'il faut avoir écoutés dans sa vie et dans un bon nombre d'autres listes similaires.
En 2007, l'album reçoit le Grammy Hall of Fame Award.
En 2012, il est inscrit au registre national des enregistrements (National Recording Registry) de la bibliothèque du Congrès à Washington.

## Liste des titres
Face 1
| No | Titre                  | Auteur                                            | Durée |
| -- | ---------------------- | ------------------------------------------------- | ----- |
| 1. | Combination of the Two | Sam Andrew                                        | 5:47  |
| 2. | I Need a Man to Love   | - Sam Andrew - Janis Joplin                       | 4:54  |
| 3. | Summertime             | - George Gershwin - Ira Gershwin - DuBose Heyward | 4:00  |
| 4. | Piece of My Heart      | - Bert Berns - Jerry Ragovoy                      | 4:15  |

Face 2
| No | Titre               | Auteur                                                                | Durée |
| -- | ------------------- | --------------------------------------------------------------------- | ----- |
| 5. | Turtle Blues        | Janis Joplin                                                          | 4:22  |
| 6. | Oh, Sweet Mary      | - Peter Albin - Sam Andrew - David Getz - James Gurley - Janis Joplin | 4:16  |
| 7. | Ball and Chain (en) | Big Mama Thornton                                                     | 9:02  |

| 8.  | Roadblock             | - Peter Albin - Janis Joplin                                         | 5:31 |
| 9.  | Flower in the Sun     | - Peter Albin - Sam Andrew - Dave Getz - James Gurley - Janis Joplin | 3:04 |
| 10. | Catch Me Daddy (live) | - Peter Albin - Sam Andrew - Dave Getz - James Gurley - Janis Joplin | 5:32 |
| 11. | Magic of Love (live)  | Mark Spoelstra                                                       | 3:58 |

## Musiciens
Big Brother and the Holding Company
- Janis Joplin – chant
- Sam Andrew – guitare solo, basse, chant
- James Gurley – guitare
- Peter Albin – basse, guitare solo sur Oh Sweet Mary
- Dave Getz – batterie

Musicien additionnel
- John Simon - piano

## Charts et certifications

### Album
| Pays       | Durée du classement | Meilleur classement |
| ---------- | ------------------- | ------------------- |
| Canada     | 23 semaines         | 1er                 |
| États-Unis | 66 semaines         | 1er                 |

| Pays       | Certification | Ventes      | Date       |
| ---------- | ------------- | ----------- | ---------- |
| États-Unis | Or            | 500 000 +   | 15/10/1968 |
| États-Unis | Platine       | 1 000 000 + | 21/11/1986 |
| États-Unis | 2 × Platine   | 2 000 000 + | 13/03/2001 |

### Single
Charts
| Année | Single            | Chart           | Durée du classement | Position |
| ----- | ----------------- | --------------- | ------------------- | -------- |
| 1968  | Piece of My Heart | Hot 100         | —                   | 12e      |
| 1968  | Piece of My Heart | RPM Top Singles | 10 semaines         | 9e       |
| 2015  | Piece of My Heart | Top 100         | 8 semaines          | 50e      |

Certifications
| Pays       | Certification | Ventes      | Date       |
| ---------- | ------------- | ----------- | ---------- |
| États-Unis | Platine       | 1 000 000 + | 08/01/2021 |
| Italie     | Or            | 35 000 +    | 2015       |